# Costa Mesa
Costa Mesa är en stad i Orange County i den amerikanska delstaten Kalifornien. Staden ligger cirka 64 kilometer söder om Los Angeles och hade 109.960 invånare år 2010. En kraftig befolkningstillväxt började efter andra världskriget.
I Costa Mesa finns det kända konserthuset Orange County Performing Arts Center. I staden finns även South Coast Plaza som är USA:s näst största köpcentrum.